# Супрун Алла Петрівна
́Алла Петр́івна Супр́ун  (7 січня 1950, м. Миронівка, Київська обл.) — педагог, кандидат філологічних наук, доцент.

## Біографія
Супрун Алла Петрівна народилась 07.01.1950 р. у м. Миронівка Київської області. У 1967–1972 рр. навчалася на філологічному факультеті Одеського державного університету імені І. І. Мечнікова; Спеціальність — українська мова і література.
З 06.12.1973 року — завідувач кабінету естетичного виховання МДПІ імені В. Г. Бєлінського. Із грудня 1973 р. по лютий 1979 р. працювала за сумісництвом на кафедрі української мови та української літератури. Із лютого 1979 р. перейшла на посаду викладача кафедри української мови.
Кандидатську дисертацію на тему «Семантико-стилістичні особливості фразеологічних одиниць» захищено в 1999 році у Дніпропетровському державному університеті; спеціальність — українська мова. Доцент кафедри української мови з 2000 р. Сьогодні працює на посаді доцента кафедри загального та прикладного мовознавства.

## Наукові інтереси
- Граматика української мови;
- лексика та фразеологія української мови;
- діалектологія;
- лексикографія;
- стилістика;
- загальне мовознавство.

## Нагороди
- Грамота МОН України;
- значок «Відмінник освіти України»;
- Почесна грамота Миколаївської обласної ради;
- грамоти МНУ імені В. О. Сухомлинського;
- лауреат премії імені М. М. Аркаса;
- почесний диплом «Кращий освітянин року»;
- 22 травня 2010 року Супрун А. П. обрана академіком Української Академії акмеологічних наук по відділенню «Загальної акмеології».

## Громадська робота
Протягом трудової діяльності Алла Петрівна активно займалася громадською роботою: голова профспілки філологічного факультету, член профкому університету, науково-методичної ради, заступник декана філологічного факультету, декан філологічного факультету, голова журі Міжнародного конкурсу імені Петра Яцика, секретар вченої ради Миколаївського національного університету імені В. О. Сухомлинського.

## Внесок у створенні спеціальності «Прикладна лінгвістика» у МНУ імені В.О.Сухомлинського
Історія спеціальності «Філологія. Прикладна лінгвістика» в Миколаївському національному університеті імені В. О. Сухомлинського розпочинається із 2004 року, коли кандидатом філологічних наук, доцентом, деканом філологічного факультету Супрун Аллою Петрівною підготовлено пакет документів щодо ліцензування спеціальності 6.020303 «Філологія. Прикладна лінгвістика» за напрямом підготовки — 0203 «Гуманітарні науки». Із 2009 року кафедра має назву «Загального та прикладного мовознавства». У 2012 році у зв'язку із реорганізацією структурних підрозділів університету кафедра «Загального та прикладного мовознавства» об'єдналася із кафедрою «Корекційної освіти» і тепер носить назву «Мовознавства та логопедії».